# Anacridium melanorhodon
Espèce
Anacridium melanorhodon est une espèce d'insectes orthoptères de la famille des Acrididae (criquets).

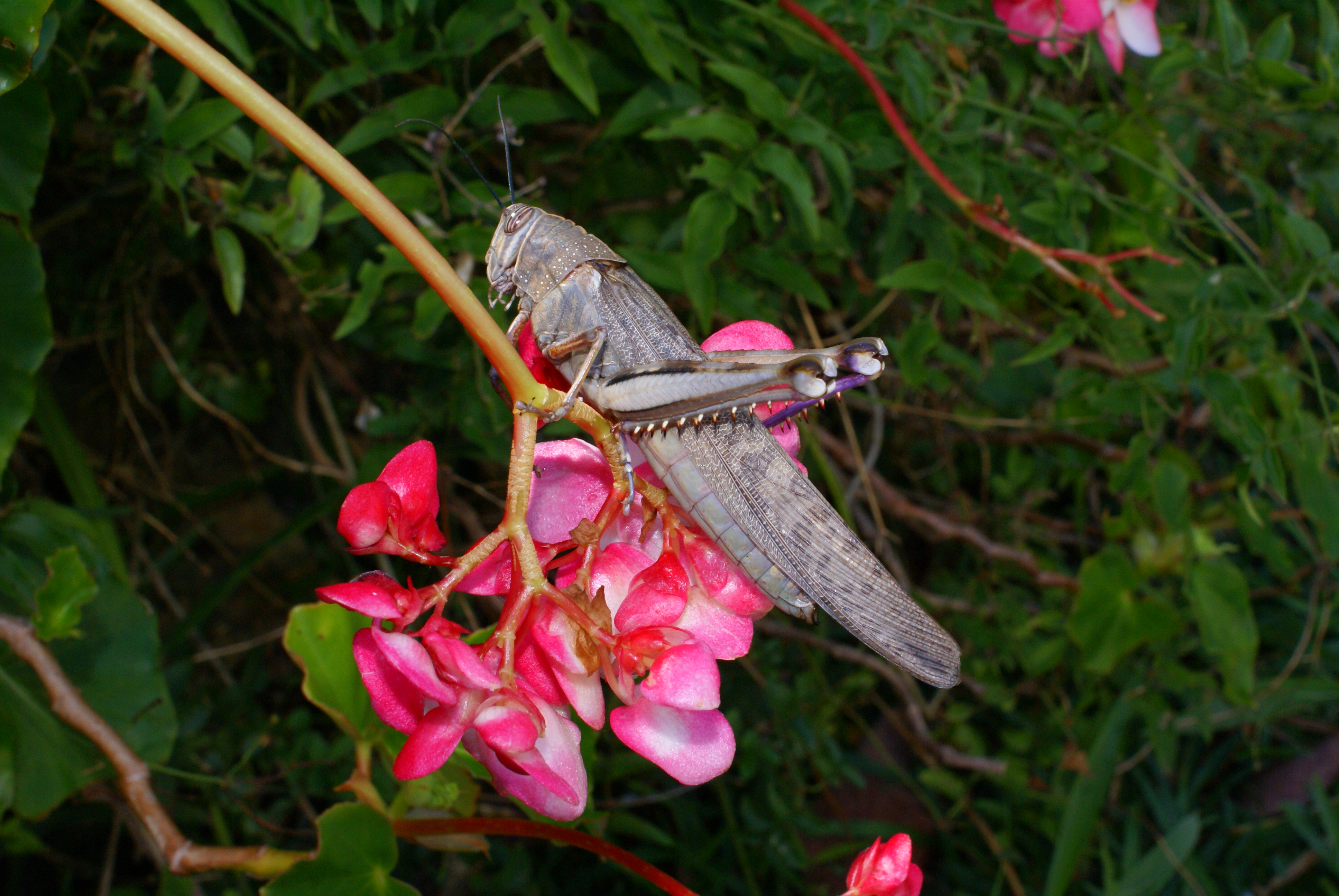

Comme d'autres espèces de leur genre, les adultes sont capables de se rassembler en nombre, de ravager les buissons et les arbres (d'où leur nom de criquets arboricoles).

## Liste des sous-espèces
Selon Orthoptera Species File (2 avril 2010) :
- Anacridium melanorhodon melanorhodon (Walker, 1870), le criquet arboricole du Sahel
- Anacridium melanorhodon arabafrum Dirsh & Uvarov, 1953

## Référence
- (en) Walker, 1870 : Catalogue of the Specimens of Dermaptera Saltatoria in the Collection of the British Museum.